# Fédération de la Haute Couture et de la Mode
A Fédération de la Haute Couture et de la Mode (em português: 'Federação de Alta Costura e Moda') é o órgão dirigente da indústria da moda francesa. A federação foi criada em 1973, crescendo a partir de uma associação comercial mais antiga (que ainda existe dentro da federação), a Chambre syndicale de la haute couture parisienne, criada em 1868.

## História
A Federação foi criada em 1973 como a Fédération Française de la Couture, du Prêt-à-Porter des Couturiers et des Créateurs de Mode ('Federação Francesa de Costura (moda), Prêt-à-Porter e Estilistas de Moda'), compreendendo então três entidades: a Chambre Syndicale de la Haute Couture, (Câmara Sindical de Alta Costura); a Chambre Syndicale du Prêt-à-Porter des Couturiers et des Créateurs de Mode (Câmara Sindical dos Costureiros de Prêt-à-Porter e dos Criadores de Moda), e a Chambre Syndicale de la Mode Masculine (Câmara Sindical de Moda Masculina). A Federação adotou seu nome atual em 2017.

## Câmaras sindicais e outras entidades
A federação compreende três chambres syndicales ('associações comerciais' ou 'câmaras sindicais'):
- Chambre Syndicale de la Haute Couture
- Chambre Syndicale de la Mode Feminine
- Chambre Syndicale de la Mode Masculino

A Federação também possui uma escola de moda, a École de la chambre syndicale de la couture parisienne (criada em 1927 e ainda ativa). Os ex-alunos da escola incluem Valentino Garavani, Yves Saint Laurent, Karl Lagerfeld, André Courreges, Issey Miyake, Anne Valerie Hash, Alexis Mabille, Tomas Maier, Nicole Miller, Stephane Rolland e Victor Joris. 
A federação tem laços estreitos com a Union Nationale Artisanale de la Couture et des Activités Connexes ('União Nacional de Costura e Atividades Relacionadas'), uma associação comercial de costureiros de alta costura em outras regiões administrativas francesas fora de Paris.

## Funções
A Federação é responsável por definir as datas e locais das semanas de moda francesas. Também estabelece padrões da indústria sobre qualidade e sobre o uso da palavra "alta costura".